# کوم بجا، قنا
کوم بجا (به عربی: كوم البجا)، روستایی از توابع فرشوط در استان قنا و کشور مصر است.

## جمعیت
براساس سرشماری سال ۲۰۰۶ مصر، جمعیت آن ۸۶۰۵ نفر(۴۲۶۶ مرد و  ۴۳۳۹ زن) بوده‌است.